# 拓跋石
拓跋石（?—?），鲜卑名盖户千，拥有直勤头衔，追尊魏平文帝拓跋鬱律玄孫。北魏宗室、官员。

## 生平
拓跋石忠诚勇敢有胆量谋略，尤其擅长骑马射箭。太平真君十一年（450年），拓跋石跟随魏太武帝拓跋燾南征，参与瓜步之战，后官至尚书令，雍州刺史，历任比部侍郎、华州刺史，屡次升任征南大將軍。
天安元年（466年）刘宋发生内乱，九月，刘宋司州刺史常珍奇占据汝南投降北魏，魏献文帝拓跋弘诏令殿中尚书、镇西大将军、西河公拓跋石都督荆州、豫州、南雍州诸军事，给事中、京兆侯张穷奇为副将，出西道前往悬瓠救援常珍奇，同时抚慰淮汝地区，派遣中书博士郑羲担任拓跋石的参军事。到达上蔡后，常珍奇率领文武官属三百人前来迎接，双方相见后，商议将北魏援军驻扎于汝水北面，没有立即进城。郑羲对拓跋石说：“军机大事贵在速决，现今常珍奇虽到，他的意图不可估量，不如直接入城，夺取城门钥匙，占据官府仓库，虽然这样做并非我们的初衷，关键是以完全控制局面为上。”拓跋石听从了郑羲的话，于是策马直入汝南城。城中还有常珍奇亲兵数百人，在常珍奇的住宅中。拓跋石占据城池后，思想日益傲慢懈怠，设酒宴嬉戏，没有警戒防卫的准备。郑羲对拓跋石说：“我看常珍奇有非常不满的神色，应整肃军队设防，防备突发事件。”当天晚上，常珍奇果然派人烧官府的厢房，想趁着救火时的混乱发难，因为拓跋石有准备才罢手。第二天早晨，郑羲带着白虎幡去安抚城中居民，民众的心才安定下来。
天安二年（467年）春季二月，北魏军队向东进攻汝阴郡，刘宋汝阴郡太守张超坚守不出，拓跋石率领精锐进攻，未能攻克，便退兵至陈城、项城，商议撤兵回长社，等到秋天再攻击。将领们心中乐于早早回兵，都称赞是好主意。郑羲说：“如今张超驱赶市人，背负百斤的粮食，如同蚂蚁聚集在穷苦的城中，性命不能延续一个月，应当安心困守。张超粮食已耗尽，不投降就会逃走，可以抬起脚来等着他们成为囊中之物。如果放弃敌人撤回长社，路途遥远，张超必定会修整城池加深城壕，聚集粮草，将来恐怕难以谋取。”拓跋石不听，撤回长社。十二月，拓跋石又去进攻汝阴郡，张超果然已经设好防备，拓跋石无功而返。常珍奇虽然向北魏投降，实际怀有二心，刘勔又写信招纳他，于是常珍奇趁着拓跋石进攻汝阴郡的时候乘虚在悬瓠反叛，烧悬瓠城东门，杀魏军三百多人，又去劫掠上蔡县、安城县、平舆县三县居民，驻扎在灌水。皇兴二年（468年）二月，拓跋石回军进攻常珍奇，将他打的大败。恰逢天色昏暗，北魏军队放火烧了常珍奇的军营，常珍奇一人独自骑马逃到寿阳。
拓跋石去世后，朝廷赠予司徒公。

## 延伸阅读
[在维基数据编辑]
 《魏書·卷14》，出自魏收《魏书》